# 馮應壽
馮應壽（1839年—？），字介眉、號靜山，山西汾州府汾陽縣人，清朝政治人物、進士出身。
廩生出身。同治六年，登副榜優貢。同治九年，鄉試中舉。同治十三年，登進士，改庶吉士。光緒二年，任翰林院編修。光緒五年，任國史館協修。光緒九年，任江南道監察御史。次年，任掌浙江道監察御史。光緒十二年，任禮科給事中。后改任吏科給事中、江蘇分巡鹽法江寧道。